# James Williams (hokej na travi)
James Ralph Williams (28. srpnja 1878. — nije poznat nadnevak kad je umro) je bivši velški hokejaš na travi iz Cardiffa.
Osvojio je brončano odličje na hokejaškom turniru na Olimpijskim igrama 1908. u Londonu igrajući za Wales. 

## Vanjske poveznice
- Profil na Database Olympics
- Profil na Sports Reference.com  Arhivirana inačica izvorne stranice od 9. studenoga 2012. (Wayback Machine)